# عنصر صفر
در ریاضیات، عنصر صفر یکی از چندین تعمیم عدد صفر به دیگر ساختارهای جبری است. این معانی جایگزین امکان دارد بسته به زمینه ای که داند، به یک چیز کاهش یابند یا نه.

## همانی جمع
همانی جمع یک عنصر همانی در یک گروه جابجایی پذیر است. با عنصر ۰ مطابقت دارد به طوری که به ازای همه مقادیر x در گروه، 0 + x = x + 0 = x. چند نمونه از همانی‌های جمع عبارتند از:
- بردار صفر در جمع برداری: برداری با طول ۰ که همه اجزای آن ۰ هستند. اغلب نمایش داده می‌شوند به شکل ۰ یا  {\displaystyle {\vec {0}}}
- تابع صفر یا نگاشت صفر تعریف شده به وسیله z(x) = ۰، تحت جمع نقطه ای (f + g)(x) = f(x) + g(x)
- مجموعه خالی تحت مجموعه اجتماع
- یک جمع خالی یا جمع رسته‌ای
- یک عنصر اولیه در یک دسته (یک جمع رسته‌ای پوچ، و در نتیجه یک هویت تحت جمع رسته‌ای)

## عناصر جاذب
یک عنصر جذب کننده در یک نیم گروه ضربی یا نیم حلقه خاصیت ۰ ⋅ x = ۰ را تعمیم می‌دهد. مثالهایی در این زمینه عبارتند از:
- مجموعه خالی، که یک عنصر جذب کننده در حاصل ضرب دکارتی مجموعه‌ها است، زیرا { } × S = { }
- تابع صفر یا نگاشت صفر تعریف شده توسط z(x) = ۰ در ضرب نقطه ای (f ⋅ g)(x) = f(x) ⋅ g(x)

بسیاری از عناصر جذب کننده نیز همانی جمع هستند، از جمله مجموعه تهی و تابع صفر. نمونه مهم دیگر عنصر مشخص ۰ در یک میدان یا حلقه است که هم همانی جمع و هم عنصر جذب کننده ضربی است و ایده‌آل اصلی آن کوچک‌ترین ایده‌آل است.

## اشیاء صفر
یک شی صفر در یک دسته، به هر دو صورت شی اولیه و پایانی می‌باشد (و بنابراین یک هویت تحت جمع رسته‌ای و در ضرب است). به عنوان مثال، ساختار ساده (که فقط شامل هویت است) یک شی صفر در دسته‌بندی‌هایی است که مورفیسم‌ها باید هویت‌ها را به هویت‌ها نگاشت کنند. نمونه‌های خاص عبارتند از:
- گروه ساده، که تنها شامل هویت است (یک شیء صفر در دسته گروه‌ها)
- ماژول صفر، که تنها شامل هویت است (یک شی صفر در دسته ماژول‌ها بر روی ی حلقه)

## مورفیسم‌های صفر
یک مورفیسم صفر در دسته یک عنصر جذب کننده کلی تحت ترکیب تابعی است: هر مورفیسمی که با مورفیسم صفر تشکیل شده باشد، مورفیسم صفر می‌دهد. به صورت خاص، اگر 0XY: X → Y مورفیسم صفر در بین مورفیسم‌های X تا Y باشد و f: A → X و g: Y → B مورفیسم‌هایی دلخواه باشند، در نتیجه داریم g ∘ 0XY = 0XB و 0XY ∘ f = 0AY.
اگر یک دسته در بر دارنده یک شی صفر ۰ است، در این حالت مورفیسم‌های کانونی X → ۰ و 0 → Y, و ترکیب آن‌ها، یک مورفیسم صفر 0XY: X → Y تولید می‌کند. در دسته گروه‌ها، برای نمونه، مورفیسم‌های صفر، مورفیسم‌هایی هستند که همیشه به عنصر هویت گروه بازمی‌گردند، بنابراین تابع z(x) = ۰
را تعمیم می‌دهند.

## عناصر کمینه
عنصر کمینه در یک مجموعه جزئی مرتب شده یا مشبکه احتمال دارد گاهی اوقات عنصر صفر نامیده شود و به صورت ۰ یا ⊥ نوشته شود.

## ماژول صفر
در ریاضیات، ماژول صفر ماژولی است که فقط شامل همانی جمع برای تابع جمع ماژولی است. در اعداد صحیح، این هویت صفر است که نام ماژول صفر را می‌دهد. نشان دادن اینکه ماژول صفر در واقع یک ماژول است، ساده است. در واقع آن تحت عمل جمع و ضرب بسته است.

## صفر ایده‌آل
در ریاضیات، صفر ایده‌آل در یک حلقه {\displaystyle R} یک {\displaystyle \{0\}}  ایده‌آل است که تنها شامل همانی جمع (یا عنصر صفر) می‌باشد. این حقیقت که این یک ایده‌آل است مستقیماً از تعریف نتیجه می‌شود.

## ماتریس صفر
در ریاضیات، به خصوص جبر خطی، ماتریس صفر ماتریسی است که تمام ورودی‌های آن برابر صفر است. که به صورت جایگزین با نماد 𝑂 نشان داده می‌شود. چند نمونه از ماتریس‌های صفر را نمایش داده شده:
شکست در تجزیه (پاسخ نامعتبر MathML همراه SVG یا PNG جایگزین (توصیه شده برای مرورگرهای مدرن و ابزارهای کمکی) ("Math extension cannot connect to Restbase.") از سرور "http://localhost:6011/fa.wikipedia.org/v1/":): {\displaystyle  0_{1,1} = \begin{bmatrix} 0 \end{bmatrix} ,\ 0_{2,2} = \begin{bmatrix} 0 & 0 \\ 0 & 0 \end{bmatrix} ,\ 0_{2,3} = \begin{bmatrix} 0 & 0 & 0 \\ 0 & 0 & 0 \end{bmatrix} ,\ }
,
مجموعه ماتریس‌های m × n با ورود در یک حلقه K یک ماژول {\displaystyle K_{m,n}} را می‌سازند. که ماتریس صفر {\displaystyle 0_{K_{m,n}}} در {\displaystyle K_{m,n}} ماتریسی با تمام ورودی‌های برابر با صفر {\displaystyle 0_{K}} می‌باشد، در صورتی که {\displaystyle 0_{K}} همانی جمع در K می‌باشد:
{\displaystyle 0_{K_{m,n}}={\begin{bmatrix}0_{K}&0_{K}&\cdots &0_{K}\\0_{K}&0_{K}&\cdots &0_{K}\\\vdots &\vdots &&\vdots \\0_{K}&0_{K}&\cdots &0_{K}\end{bmatrix}}}
ماتریس صفر همانی جمع در {\displaystyle K_{m,n}} است؛ یعنی برای همه {\displaystyle A\in K_{m,n}} :
{\displaystyle 0_{K_{m,n}}+A=A+0_{K_{m,n}}=A}
در اینجادقیقاً یک ماتریس صفر با هر اندازه داده شده از m × n (با ورودی‌های یک حلقه داده شده) قرار دارد، بنابراین وقتی مفهوم متن ابهامی ندارد، اغلب به ماتریس صفر اشاره می‌شود. به‌طور کلی، عنصر صفر هر حلقه یکتا است و عموماً عنصر صفر در حلقه‌ها، با سمبل ۰ و بدون هیچ نشانگری برای حلقه والد، نشان داده می‌شود. از این رو مثال‌های بالا نشان دهنده ماتریس‌های صفر بر روی هر حلقه هستند.
ماتریس صفر همچنین نگاشت خطی را نمایش می‌دهد که همه بردارها را به بردار صفر تبدیل می‌کند.

## تانسور صفر
در ریاضیات، تانسور صفر یک تانسوری است که تمامی عناصر آن برابر با صفر هستند و می‌تواند هر گونه تانسوری با هر مرتبه‌ای باشد. تانسور صفر با مرتبه ۱ گاهی اوقات به عنوان بردار صفر شناخته می‌شود.
در یک ضرب تانسوری، ضرب هر تانسور با یک تانسور صفر، تانسور صفر دیگری را تولید می‌کند. اضافه کردن تانسور صفر معادل عملیات همانی است.